# Терехова (Латвія)
Терехова (латис. Terehova) — невелике село в Заліській волості Лудзенського краю на східному кордоні Латвії. Розташована на сході волості, біля самого кордону з Росією, 5,7 км від парафіяльного центру Залісся, 6.9 км — від Зилупе, 39 км від повітового центру Лудзи, 307 км. км — від Риги. В Терехові розташований пункт прикордонного контролю «Терехова».
| Прапор Латвії | Це незавершена стаття про Латвію. Ви можете допомогти проєкту, виправивши або дописавши її. |